# Arthies
Arthies is een dorp in Frankrijk, dat in het parc naturel régional du Vexin français ligt. Bij het aanleggen van een nieuwe weg zijn de oude resten van een huis uit de Romeinse tijd gevonden. Er heeft een bos gestaan, maar dat is gekapt. Het dorp was in het begin van de 20e eeuw bekend, omdat er kersen werden geteeld. Er wordt tegenwoordig landbouw bedreven.

## Kaart
De onderstaande kaart toont de ligging van Arthies met de belangrijkste infrastructuur en aangrenzende gemeenten.

## Demografie
Onderstaande figuur toont het verloop van het inwonertal, bron: INSEE-tellingen. 